# Guy Vadepied
Pour les articles homonymes, voir Vadepied.
Guy Vadepied, né le 19 juin 1938 à Évron, est un homme politique et publicitaire français. Il est maire de Méru et député de l'Oise de 1981 à 1988.

## Biographie

### Famille
Guy Vadepied, homme politique et auteur, né le 19 juin 1938 à Évron dans la Mayenne est le fils de Raoul Vadepied, ancien sénateur centriste et maire de cette ville de la Mayenne. En 1974, il fait partie de l'équipe de campagne de François Mitterrand. Une équipe de jeunes publicitaires et de militants issues de la commission communication du parti socialiste présidée par le secrétaire national Georges Sarre. Elle était composée notamment de Jean Pierre Audour, directeur d'une filiale de l'agence Havas, Georges Bauchamp, Yann Berriet (créateur audiovisuel à l'origine de l’emblème du PS "Le poing et la rose"), Joseph Daniel nommé plus tard au CSA, Francis Sorin, Evelyne Soum, et de Guy Vadepied.
Il est à l'origine de la création, en 1967, de l'Orchestre de Bernard Thomas qu'il présida pendant de nombreuses années.
Il est le père de Mathieu Vadepied.

### La campagne de 1974
Le 8 avril, au Congrès extraordinaire qui avait désigné quelques jours plus tôt François Mitterrand candidat des socialistes aux élections présidentielles, Guy Vadepied avait présenté les projets de campagne conçus par son agence. Il est accompagné du directeur de la création de l’agence Patricio Valenzuela, un ancien conseiller en communication du Président Allende, exilé à Paris depuis le coup d'État de 1973. Informé, François Mitterrand invite les publicitaires à venir lui présenter leur travail à son domicile rue de Bièvre. Autour de François Mitterrand entre autres personnalités sont présentes ce jour-là, Pierre Mauroy, Pierre Joxe, Claude Estier, Edith Cresson, Claude Manceron... François Mitterrand leur confie son portrait officiel de campagne et les affiches du parti socialiste. Pierre Mauroy les baptise « les chiliennes ». Les maquettes de ce travail sont aujourd’hui archivées au siège à la Fondation Jean-Jaurès.

### Mandats électifs
En janvier 1977 dans une élection partielle, Guy Vadepied  devient conseiller général de l'Oise. François Mitterrand se déplace dans l'Oise pour soutenir sa candidature. En mars 1977, le nouveau conseiller général est élu maire de la ville de Méru. Puis, conseiller régional de Picardie de 1978. Opposé au cumul des mandats, il quittera son mandat de Conseiller général de l'Oise en 2004.

### Gestion de fait
En 1996, la Chambre Régionale des Comptes de Picardie a déclaré gestionnaire de fait Guy Vadepied et son adjoint au finances M. Abraham pour deux associations paramunicipales.
Après de longues années, cette décision a été jugée par le Conseil d’Etat qui a annulé en ces termes la condamnation : « le jugement du compte de la gestion de fait ayant été entièrement vicié, […] messieurs Vadepied et Abraham sont réputés être déchargés et quittes de leur gestion depuis le 1er janvier 2004 ». La Cour des comptes déclara, à la demande du Conseil d’Etat, l’annulation des procédures.

### Maire de Méru 1977-1995
Méru est une petite ville qui a vu sa population doubler en 20 ans (5 435 à 11 436 entre 1962 et 1982). En 1977, la ville ne dispose pas de réseau d’assainissement en centre-ville. Guy Vadepied et la nouvelle municipalité doivent en une dizaine d'années rattraper le manque d'équipements. Ils construisent un foyer restaurant pour personne âgées, un service de gériatrie, un collège, une école maternelle, une école primaire, le lycée d'enseignement général Condorcet, le lycée d'enseignement professionnel Lavoisier. C'est dans ce dernier que François Mitterrand, en visite à Méru, le jeudi 7 février 1985 vient présider au lancement des travaux d'utilités collectives (les TUC).
L'histoire de Méru se confond avec l’industrie de la tabletterie. Méru "capital de la nacre" compte au début du vingtième siècle plus de 10 000 ouvriers tabletiers répartis dans quarante fabriques. Guy Vadepied et la municipalité décident en 1990 l’acquisition d'une ancienne usine de boutons en centre-ville pour y installer le musée de la tabletterie. Les travaux ont débuté en 1991. Il accueille aujourd'hui plus de 20 000 visiteurs par an.
Guy Vadepied a été nommé, par le préfet de l'Oise, Emmanuel Berthier, maire honoraire de Méru en 2014.

### France Libertés
Membre de France Liberté, Guy Vadepied contribue à créer le comité relais de France Libertés dans l’Oise en 1987. Il est présidé par Christian Abraham, adjoint aux finances de la ville de Méru. L’association est associée au jumelage coopération Méru-Kabou, petit village du Mali, mis en œuvre par la municipalité en octobre 1989. Danielle Mitterrand se rend plusieurs fois dans « la capitale de la nacre ». En 1991, elle inaugure dans un quartier de la ville  une bibliothèque qui porte son nom.

### Conseiller régional de Picardie 1978 - 1986 puis 1990 - 2004
Elu dès 1978 au conseil régional de Picardie, il siège jusqu’en 2004 avec une interruption lorsqu’il est réélu député entre 1986 et 1990.
Président du groupe socialiste dans tous ses mandats, il est également vice-président de la Région lorsque les socialistes et les communistes la préside. Lorsqu’il fut président de la commission culture, il participa à la création du FRAC de Picardie et à l’orchestre de Picardie et lança avec le président de la commission culture du conseil économique et social de Picardie, Jacques Etienne, le festival populaire de Picardie. Très impliqué dans les questions de coopération, il est membre de la commission de coopération de la Picardie avec le Bénin qu’il préside lors de son dernier mandat.
Il a été nommé conseiller régional honoraire.

### Député de l'Oise 1981-1988
Élu député socialiste de l'Oise en 1981 et réélu en 1986, il siège pendant sept ans à la Commission des Affaires Étrangères. Il effectue à ce titre de nombreuses missions en Union soviétique, aux États-Unis et en Amérique latine. Il est en 1985 et 1986 membre de la délégation parlementaire française à l’ONU. Il participe à une mission en Iran en 1985 et au Chili en 1986. Il contribue alors à la libération des prêtres (les pères Dubois, Lancelot et Caruette) emprisonnés par le général Pinochet. En 1981, il succède à Jean-François Deniau à la présidence du groupe développement à l'Assemblée nationale.
Rapporteur de la convention de Lomé III et rapporteur pour avis du budget de la coopération, il effectue des missions régulières sur le continent africain.
Il assume par délégation de Louis Mermaz président de l'Assemblée nationale, la présidence de la section française de l'Association Internationale des Parlementaires de Langue française (AIPLF), aujourd'hui Assemblée Parlementaire de la Francophonie (APF).
En 1988, Guy Vadepied est nommé secrétaire général de la Fédération nationale des élus socialistes et républicains auprès de son président Pierre Mauroy, puis vice-président de l'association en 1991. Membre du Comité directeur du Parti Socialiste, il est délégué national aux finances locales en 1991.
Proche de Lionel Jospin, il est son mandataire dans le département de l'Oise pour les élections présidentielles de 1995.
Depuis 2013, Guy Vadepied est membre de l'observatoire de la déontologie de l'information présidée par Patrick Eveno.

## Distinctions
[réf. nécessaire]
- Chevalier des Palmes académiques.
- Chevalier de la légion d’honneur.
- Officier dans l’Ordre de la francophonie et du dialogue des cultures.

## Publications
- Les Chants qui montent dans la ville, Médiance, 1990, de la Mayenne à l'Oise, quinze années d'action politique, , 187 p.
- Marcel Dassault ou Les ailes du pouvoir ; avec la collaboration de Pierre Péan, Fayard, 2003, 473 p.
- Émilien Amaury. La véritable histoire d'un patron de presse du XXe siècle, le Cherche Midi, 2009, 561 p.
- Ils ont fait la presse, Vuibert, 2010, 310 p. , ouvrage collectif dirigé par Yves Agnès et Patrick Eveno
- Mary Cassatt, Les Impressionnistes et l'Amérique, Encrage édition, 2014, 207 p.
- Méru. Grandeur et vicissitudes du pouvoir municipal (volume 1), Histoire nationale d'une petite ville de l'Oise (Volume 2), 2022